# Парламентские выборы в Италии (2001)
Парламентские выборы прошли 13 мая 2001 по смешанной системе. 75 % (475 мест) Палаты депутатов избирались в одномандатных округах, остальные 25 % (155 мест) распределялись пропорционально по методу методу д’Ондта среди партийных списков, преодолевших 4 % барьер.

## Результаты выборов
Результаты выборов по партийным спискам в Палату депутатов.
| Партия/Блок                                 | Голоса     | %     | Места |
| Вперед, Италия                              | 10 923 431 | 29,43 | 62    |
| Левые демократы                             | 6 151 154  | 16,57 | 31    |
| Маргаритка                                  | 5 391 827  | 14,52 | 27    |
| Национальный альянс                         | 4 463 205  | 12,02 | 24    |
| Партия коммунистического возрождения        | 1 868 659  | 5,03  | 11    |
| Лига Севера                                 | 1 464 301  | 3,94  | 0     |
| Список Ди Пьетро (Италия ценностей)         | 1 443 725  | 3,89  | 0     |
| Союз христианских и центристских демократов | 1 194 040  | 3,22  | 0     |
| прочие партии                               | 4 222 434  | 11,38 | 0     |
| Всего                                       | 37 122 776 | 100   | 155   |

Результаты выборов в Палату депутатов по одномандатным округам.
| Партия/Блок                   | Голоса     | %     | Места |
| Дом свобод                    | 16 915 513 | 45,57 | 282   |
| «Олива»                       | 16 019 388 | 43,15 | 183   |
| Народная партия Южного Тироля | 364 291    | 0,98  | 8     |
| прочие партии                 | 3 960 513  | 10,30 | 2     |
| Всего                         | 37 259 705 | 100   | 475   |

Вперед Италия −132,Демпартия левых −105, Национальный альянс −75, Дейзи-56, Белый цветок −40,Северная лига 30, Солнечный цветок −17, Итальянские коммунисты −10, Новая ИСП-3, Тирольцы-3, Сардинцы-1, Новая Сицилия-1, Триестцы-1, Аоста-1
Результаты выборов в Сенат.
| Партия/Блок                          | Голоса     | %     | Места |
| Дом свобод                           | 14 406 519 | 42,53 | 176   |
| «Олива»                              | 13 106 860 | 38,70 | 125   |
| Партия коммунистического возрождения | 1 708 707  | 5,04  | 4     |
| Список Ди Пьетро (Италия ценностей)  | 1 140 489  | 3,37  | 1     |
| Народная партия Южного Тироля        | 301 812    | 0,89  | 5     |
| прочие партии                        | 3 206 875  | 9,47  | 4     |
| Всего                                | 33 871 262 | 100   | 315   |

Вперед Италия −82, Демпартия левых-64, Национальный альянс-45,Дейзи −43, Белый цветок −29, Северная лига −17, Зеленые-8, Демократические социалисты −6,Коммунисты −4, Коммунистическое возрождение −4,Независимые левой коалиции-4, Тирольцы −3, Европейская демократия −2, Респбликанцы-1, Новые социалисты −1, Трехцветное пламя-1, Италия ценностей-1, Атономисты пенсионеры Ломбардии-1, Аоста −1